# Foothold on Antarctica
Foothold on Antarctica ist ein britischer Kurzfilm von Derek Williams aus dem Jahr 1957.

## Handlung
Im November 1954 legt die Theron von London gen Antarktis ab – der Beginn der Commonwealth Trans-Antarctic Expedition, an der neben Vivian Fuchs auch Edmund Hillary teilnimmt. Langfristiges Ziel ist die erste Durchquerung Antarktikas über den Südpol. Neben 19 Personen sind auch 24 Huskys an Bord sowie einige Hundewelpen, die auf dem Schiff zur Welt kamen. Über Afrika geht es gen Brasilien zum Äquator und schließlich nach Südgeorgien. Von dort aus wird Antarktika angefahren.
Am vierten Tag dieser Fahrt tauchen erste Eisschollen auf, die sich schließlich zu massivem Packeis entwickeln. Nach drei Tagen im Eis, es ist der 24. Dezember, fährt die Theron im Eis fest. Bis zum geplanten Ankerplatz sind es noch 1000 Meilen. Es dauert einen Monat, bis sich das Schiff aus dem Packeis befreien kann, wobei unter anderem ein Schwimmflugzeug zur Sichtung der Umgebung eingesetzt wird. Mit einem Monat Verspätung gehen die Forscher auf Antarktika an Land. Die Temperaturen beginnen bereits zu sinken und ein Blizzard unterbricht die Entladearbeiten für 24 Stunden. Planmäßig bleiben schließlich acht Forscher zurück, um die sogenannte Shackleton Base zu errichten, von der im nächsten Jahr aus die Expedition durch Antarktika gestartet werden soll.

## Produktion
Foothold on Antarctica wurde von World Wide Pictures und der British Petroleum Company produziert, die auch das Filmequipment zur Verfügung stellte. Dies war Teil ihres Beitrags zur Expedition, wie der Filmvorspann schreibt. Derek Williams nahm als Kameramann an der Expedition teil. Er führte zudem Regie, schrieb das Drehbuch und sprach den Kommentar des Films ein. Foothold on Antarctica wurde erstmals 1957 veröffentlicht.

## Auszeichnungen
Foothold on Antarctica erhielt 1957 eine BAFTA-Nominierung als Bester Dokumentarfilm und wurde 1958 für einen Oscar in der Kategorie Bester Kurzfilm nominiert.